# Ještěd (hotel a vysílač)
Hotel a televizní vysílač na Ještědu je stavba ve tvaru jednodílného rotačního hyperboloidu, postavená v letech 1966 až 1973 na vrcholu hory Ještěd u Liberce. Je vysoká téměř 100 metrů s kruhovým půdorysem o průměru 33 metrů. Autorem architektonického návrhu je architekt Karel Hubáček, statický projekt zpracoval Zdeněk Patrman a Zdeněk Zachař, výbavu vnitřních prostor navrhl Otakar Binar. Před vybudováním současného hotelu stával na vrcholu hory od poloviny 19. století hotel, v jehož blízkosti byl na počátku 20. století, s ohledem na zájem turistů vybudován další. Stavby byly ze dřeva a obě v šedesátých letech 20. století shořely.
Stavba, jejíž silueta se objevuje v logu města, ve znaku kraje, zdejší vysoké školy či místního prvoligového fotbalového klubu Slovan Liberec, je orientačním bodem a dominantou kraje. Objevila se také v českém filmu Grandhotel. Objekt je od roku 1998 kulturní památkou, od počátku roku 2006 dokonce národní kulturní památkou a od roku 2007 je uveden na Indikativním seznamu kulturních statků České republiky, z něhož jsou vybírány stavby navrhované k zařazení do Seznamu světového dědictví UNESCO.

## Historie

### Předchůdci

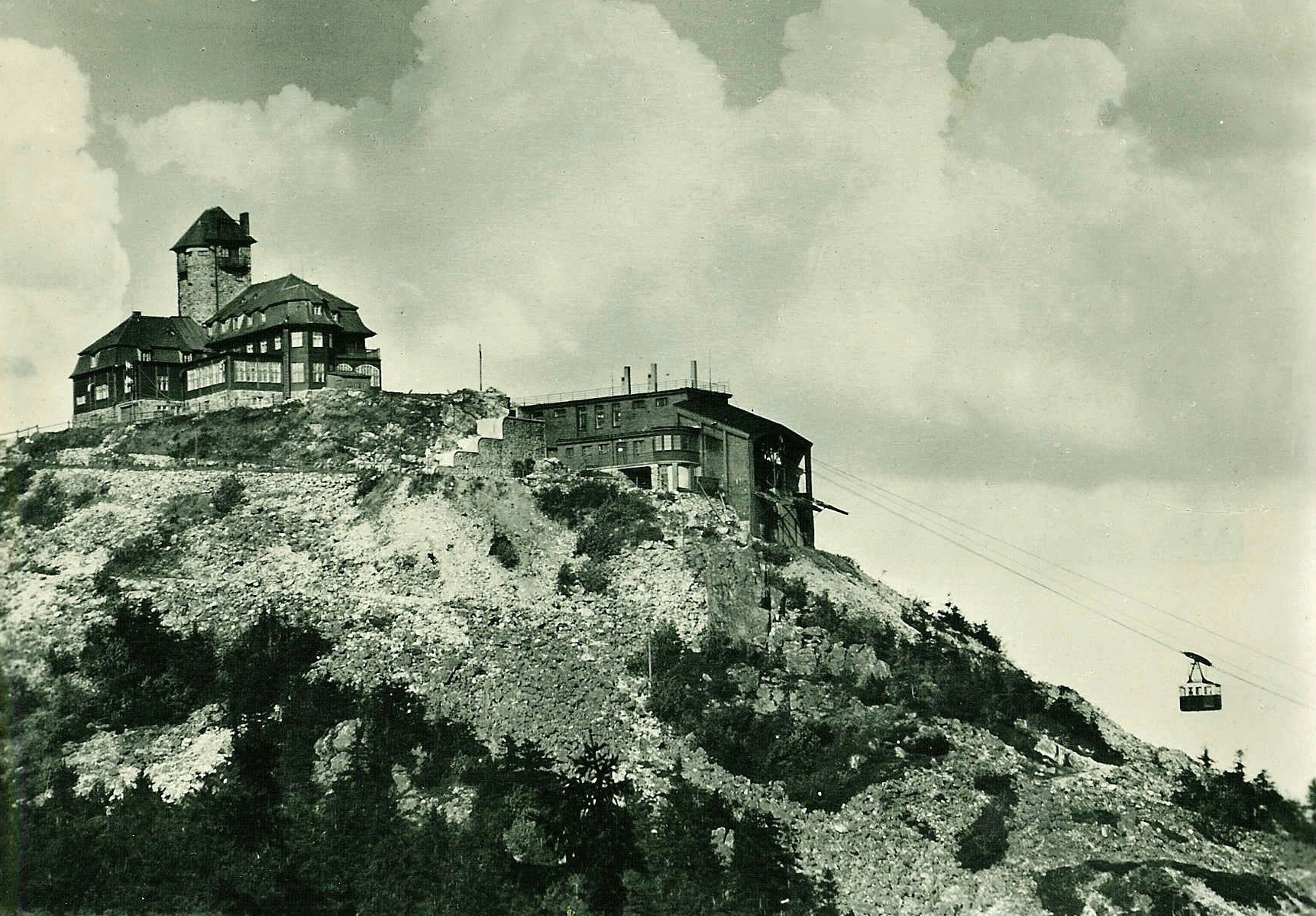
Chata na Ještědu (1961)

V 19. století propukaly v libereckých textilkách dělnické nepokoje. Vzpouru dělníků rozbíjejících textilní stroje potlačil roku 1844 oddíl vojáků, kteří pak v Liberci zůstali, aby dohlíželi na pořádek. Ve volných chvílích chodili vojáci na výlety i na vrchol hory Ještěd. Roku 1844 vojáky následovali manželé Barbara a Florián Haslerovi z Horního Hanychova, kteří nahoru nosili zásoby pití a uzenek, které ve stánku vojákům prodávali. Zásoby do stánku donášeli denně na zádech. Nápad manželů Haslerových ocenil místní lesník Hebelt a roku 1847 nechal na vrcholu postavit dřevěnou chatu (srub), kterou manželům Haslerovým pronajal. Domek sice po několika letech provozu shořel, ale Haslerovi si na jeho místě roku 1850 vybudovali přístřešek vlastní, tentokrát kamenný, opřený o skalní výklenek a se střechou z chvojí. Dalo se v něm i přespat. Mezi roky 1863 a 1867 se budovala silnice z Horního Hanychova přes Tetřeví sedlo (zvané též Výpřež) do Křižan. V té době si manželé Haslerovi zbudovali objekt, který nabízel možnost kvalitnějšího ubytování. Vedle něho byla roku 1876 zbudována i pětimetrová vyhlídková věž. Tu však roku 1889 z bezpečnostních důvodů strhli a nahradili novou o výšce 8 metrů. Ovšem ani ta zdejším povětrnostním podmínkám dlouho neodolala a roku 1903 ji poryv větru strhl. K chatě, které se již říkalo Rohanova, dostavěl roku 1885 Německý horský spolek pro Ještědské pohoří a Jizerské hory (Der Deutsche Gebirgsverein für das Jeschken- und Isegebirge, zkráceně DGV) verandu s kapacitou 200 lidí a v roce 1909 se stal dokonce majitelem celého objektu.
Zájem návštěvníků o Ještěd na přelomu 19. a 20. století vysoce převyšoval možnosti Rohanovy chaty (ročně jich na vrchol vystupovalo až 40 tisíc), a proto v letech 1905 a 1906 začal majetný Německý horský spolek budovat novou pojmenovanou „Nový ještědský dům“, podle návrhu Ernsta Schäfera, která nabízela 23 pokojů, noclehárnu, velký sál a verandu. Architektovi budovy spolek svěřil i její výstavbu, a kvůli obtížnému transportu těžkého stavebního materiálu byla většina objektu postavena ze dřeva. Po druhé světové válce se v roce 1945 stal majitelem této chaty Klub českých turistů a od roku 1959 sloužil objekt i k televiznímu vysílání. Nejprve od 24. ledna toho roku ke zkušebnímu, ale od 1. května 1959 již pravidelnému vysílání. V provozu byla chata až do 31. ledna 1963, kdy ji při neopatrném rozmrazování vodovodního potrubí zachvátil požár. Nezachránila ji ani rychlá pomoc ve formě hasicích přístrojů, dopravovaných sem lanovkou. Již ale po čtyřech dnech se podařilo obnovit televizní vysílání z provizorně vybudovaného telekomunikačního vysílače. O rok později z neopatrnosti shořela i původní Rohanova chata, jež ale tou dobou již sloužila pouze jako nouzové ubytování pro dělníky, kteří likvidovali následky požáru vedlejší chaty.

### Výstavba

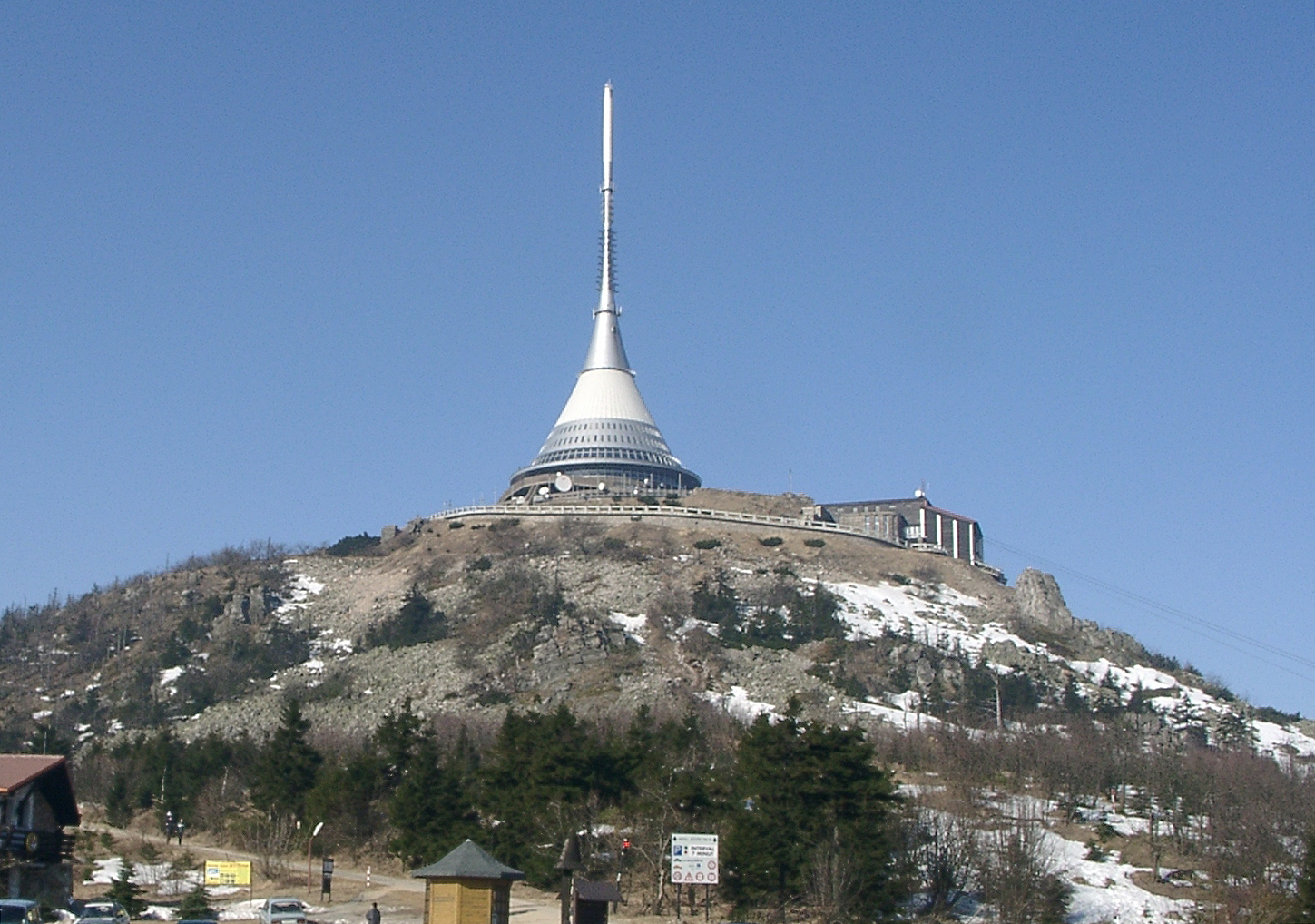
Hotel a vysílač na vrcholu hory Ještěd

Když v lednu 1963 vyhořela ještědská chata, začali lidé na Liberecku spontánně mezi sebou sbírat peníze na její znovupostavení. Dle rozhodnutí podniku Restaurace Liberec a pražské Správy radiokomunikací se měl na vrcholu Ještědu vybudovat komplex, který měl zajišťovat jednak provoz horského hotelu s restaurací a jednak šíření televizního signálu. Architektonická soutěž na podobu tohoto objektu proběhla v únoru 1963 v liberecké společnosti Stavoprojekt. Soutěže se účastnilo jedenáct architektů či týmů, mezi nimiž byli architekti Otakar Binar, Jiří Svoboda, Pavel Švancer, Ota Nykodým, Karel Hubáček, Jaromír Syrovátko, Miroslav Ulmann, Jaromír Vacek a skupiny Josef Patrný – Jiří Hubka – V. Netolička, dále Miloš Technik a Svatopluk Technik. Návrh architekta Hubáčka se od ostatních odlišoval tím, že jako jediný spojil obě požadované funkce do jedné budovy. Všechny vypracované návrhy byly od 19. března 1963 vystaveny v liberecké pobočce Československé spořitelny. Porota (rada okresního národního výboru) za vítěze soutěže na svém zasedání 22. dubna 1963 vybrala návrh Karla Hubáčka. Podoba vítězného návrhu však některé lidi zaskočila a namítali, že nová věž naruší vžitý obraz hory Ještědu. Na tyto výtky architekt reagoval tvrzením, že navržená stavba vrchol kopce nerozmělňuje, nýbrž jej dotváří a podporuje růst jeho vrcholu. Rudé právo zveřejnilo 8. května 1965 vizualizaci vítězného návrhu s tím, že: „veškerý provoz v budově se má zahájit do čtyř let“.
Návrh budovy vyvolal i některé do té doby neřešené technické obtíže způsobené přírodními podmínkami panujícími na vrcholu Ještědu. Do jejich řešení se podařilo zapojit odborníky z Československé akademie věd, z Českého vysokého učení technického v Praze (ČVUT) či z liberecké Vysoké školy textilní a strojní. Vyvinutá technologická zařízení a postupy byly chráněny československými patenty. Některé prvky (například kryt horní části věže z navíjeného laminátu, kyvadlo nebo tlumič příčného kmitání), které vyvinul statik budovy Zdeněk Patrman spolu s odborníky z akademie, byly využity i na dalších stavbách (například na vysílači Cukrák).
Slavnostní položení základního kamene proběhlo 30. července 1966. Generálním dodavatelem stavby byla firma Pozemní stavby z Liberce. Na začátku výstavby byla v roce 1966 v sedle Černého vrchu vybudována chata Ještědka, jež sloužila k ubytování dělníků budujících horský hotel. Jeho výstavba však přinášela obtíže. Po invazi spřátelených armád v srpnu 1968 odešli ze stavby dělníci z Anglie, kteří měli na budovu nanášet speciální tepelnou a antikondenzační izolaci. Dne 1. května 1971 začal vysílač přenášet televizní signál. Až za další dva roky ovšem byly dokončeny interiéry hotelu a restaurace, a 9. července 1973 se uskutečnilo slavnostní otevření celé stavby. Cena stavby byla 64 milionů československých korun (v roce 1973).
Objekt od poloviny 90. let 20. století vlastnila společnost Jizera, a. s., na kterou byl v roce 1996 vyhlášen konkurs, neboť na něm vázl dluh ve výši 600 milionů Kč. Od správce konkursní podstaty jej 24. února 2000 odkoupily za 80 milionů Kč České Radiokomunikace. Protože budova vyžaduje opravy, na které České Radiokomunikace neměly dostatek prostředků a nedařilo se jim ani získat finance z fondů Evropské unie, zvažovala se možnost prodeje objektu Libereckému kraji za 75 milionů Kč (město Liberec o stavbu zájem nemělo). Kraj má totiž vyšší šance na zisk financí z evropských fondů a průhledné vlastnické vztahy stavby by také zvýšily šance na zařazení objektu mezi Světové dědictví UNESCO. Ve svém rozpočtu sice kraj požadovanou finanční částku vyhradil, avšak po změně jeho politického vedení po volbách v roce 2008 (dosavadní ODS vystřídala ČSSD) byly připravené prostředky přesunuty na předfinancování projektů na opravu silnic. Během srpna 2010 navíc kraj výrazně postihly povodně. Koncem roku 2010 se změnil majitel společnosti České Radiokomunikace, které koupila společnost Macquarie Infrastructure and Real Assets Europe z Austrálie, a ta se rozhodla hotel neprodávat. Restauraci i hotel provozuje (v roce 2013) společnost Ještěd, spol. s r. o. O obnovení zařízení restaurace do původního stavu se snaží organizováním sbírek také spolek Ještěd 73.

### Obnova
Vlastník budovy České Radiokomunikace průběžně provádí nutnou údržbu stavby. V roce 2011 zajistil opravu opláštění budovy v místech, kde jsou ukryty vysílací antény. Dále je třeba ještě zrekonstruovat přístupové rampy, betonové zábradlí a části fasády vyrobené z betonu. Rekonstrukci si vyžádají také interiérové prostory či elektrické rozvody.

### Ocenění
V roce 1964 ocenil návrh stavby Svaz architektů ČSSR na Přehlídce architektonických prací 1962–63. Na jaře 1969, tedy v době, kdy budova ještě nebyla dokončena, získal její autor Karel Hubáček za tvůrčí využití technologie v architektuře nejvyšší ocenění Mezinárodní unie architektů Cenu Augusta Perreta. Je to nejvýznamnější ocenění, kterého kdy český architekt dosáhl. V roce 2000 byla stavba oceněna titulem „Nejvýznamnější česká stavba 20. století“. V září 2005 ji vybrali čtenáři portálu iDNES.cz za jeden ze sedmi divů České republiky, když se v anketě „Sedm divů Česka“ umístila na druhém místě (vítězem byla přečerpávací elektrárna Dlouhé stráně).

### Památková ochrana
Dne 26. března 1998 zapsalo Ministerstvo kultury České republiky stavbu mezi nemovité kulturní památky. Dle usnesení vlády číslo 422/2005 Sb. je budova od 1. ledna 2006 prohlášena za národní kulturní památku České republiky. Od 29. května 2007 je také součástí Indikativního seznamu kulturních statků České republiky, z nichž se nominují stavby pro zápis na Seznam světového dědictví UNESCO.

## Popis stavby

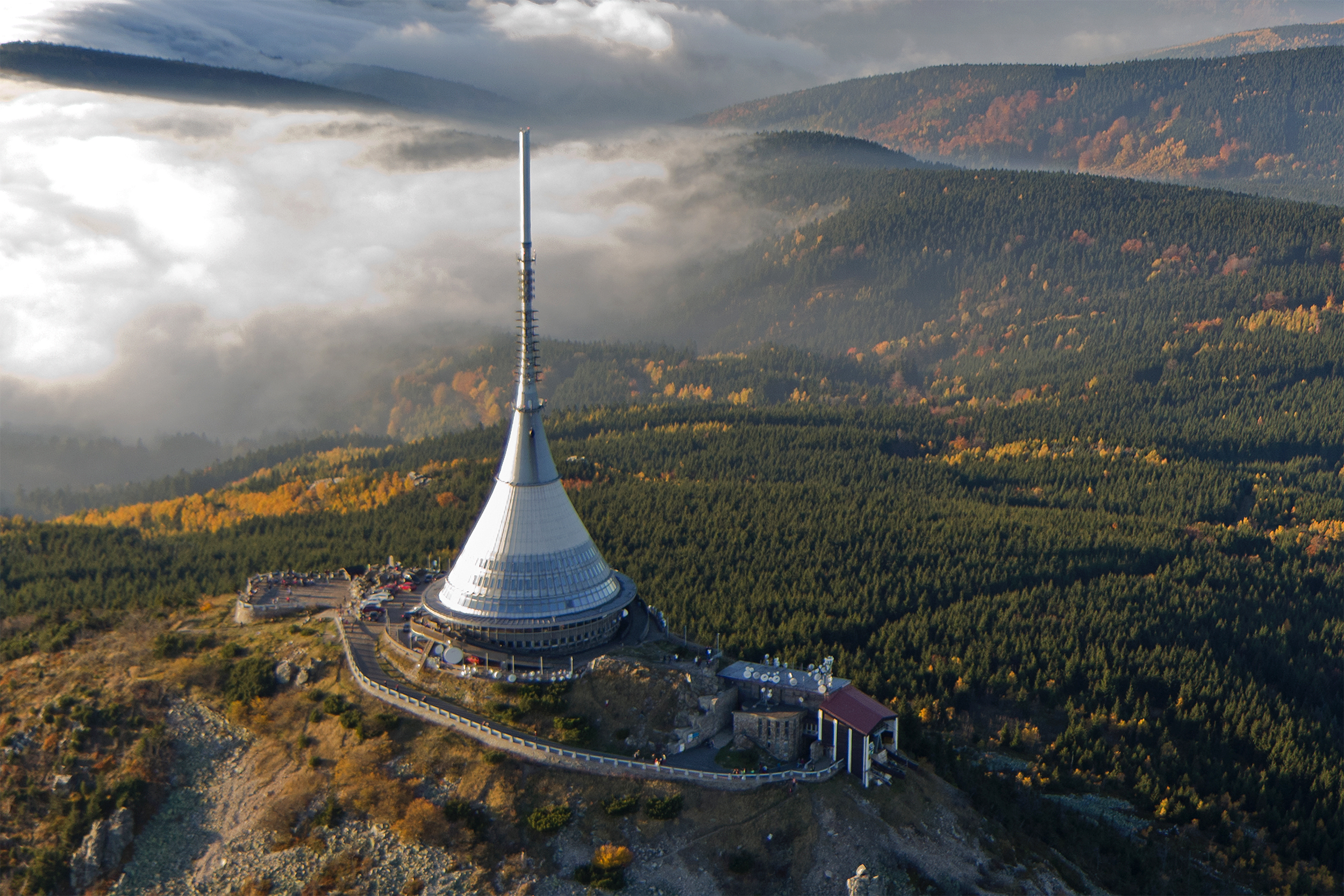
Letecká fotografie hotelu a vysílače Ještěd

### Místní přírodní poměry
Vrchol Ještědu je tvořen tvrdým křemencovým sukem (tzv. Ještědským krystalinikem). Jeho největší část obsahuje jemnozrnné fylity s šedavým, zelenavým, hnědým či fialovým zbarvením. Vyskytují se tu také devonské vápence. Klimaticky je dle Quitta řazen k oblasti označované CH7, která se vyznačuje krátkým, mírně chladným a vlhkým létem, dlouhým přechodným obdobím (mírně chladným jarem i mírným podzimem) a mírně vlhkou zimou. Sněhová pokrývka se zde drží dlouho (100 až 120 dní v roce). Průměrná teplota v lednu se pohybuje mezi −3 až −4 °C a v červenci osciluje od 15 do 16 °C. Srážkový úhrn od dubna do září dosahuje 500 až 600 mm a v zimním období činí od 250 do 300 mm. Na vrcholu navíc proudí silný vítr, který dosahuje rychlosti přes 80 km/h, což odpovídá vichřici, tedy 9. stupni ze 12 v Beaufortově stupnici.

### Konstrukce
Základ stavby (vysoké 99,86 metrů) tvoří kruhová železobetonová deska o tloušťce 1 metr a průměru 13,40 metru umístěná v nadmořské výšce 1004,75 metrů. Nosný prvek stavby je tvořen dvěma soustřednými železobetonovými válci o vnitřních průměrech 4,4 a 12,5 metrů (a tloušťkách stěny 30 centimetrů); užší je 42,4 metru vysoký, širší (vnější) 22,5 metru. Na tyto sloupy jsou na ocelových konstrukcích zavěšena jednotlivá patra stavby. Sloupy vyrobil pardubický podnik Průmstav. Nosné ocelové konstrukce pro patra budovy a stavbu věže byly vyrobeny v provoze MOSTÁRNA v tehdejším státním podniku Vítkovické železárny Klementa Gottwalda. Na vnitřní sloup je připevněna ocelová skořepina o délce 44 metrů proměnlivého průměru (od 10,50 metru po 1,62 metru). Na ni připevněný nosný laminátový válec mající průměr 1,90 metru a tloušťku stěny 16 až 12 milimetrů měl původně délku 17,52 metru. Během rekonstrukce v roce 1997 však byl ještě o další 3 metry prodloužen.

### Funkce podlaží

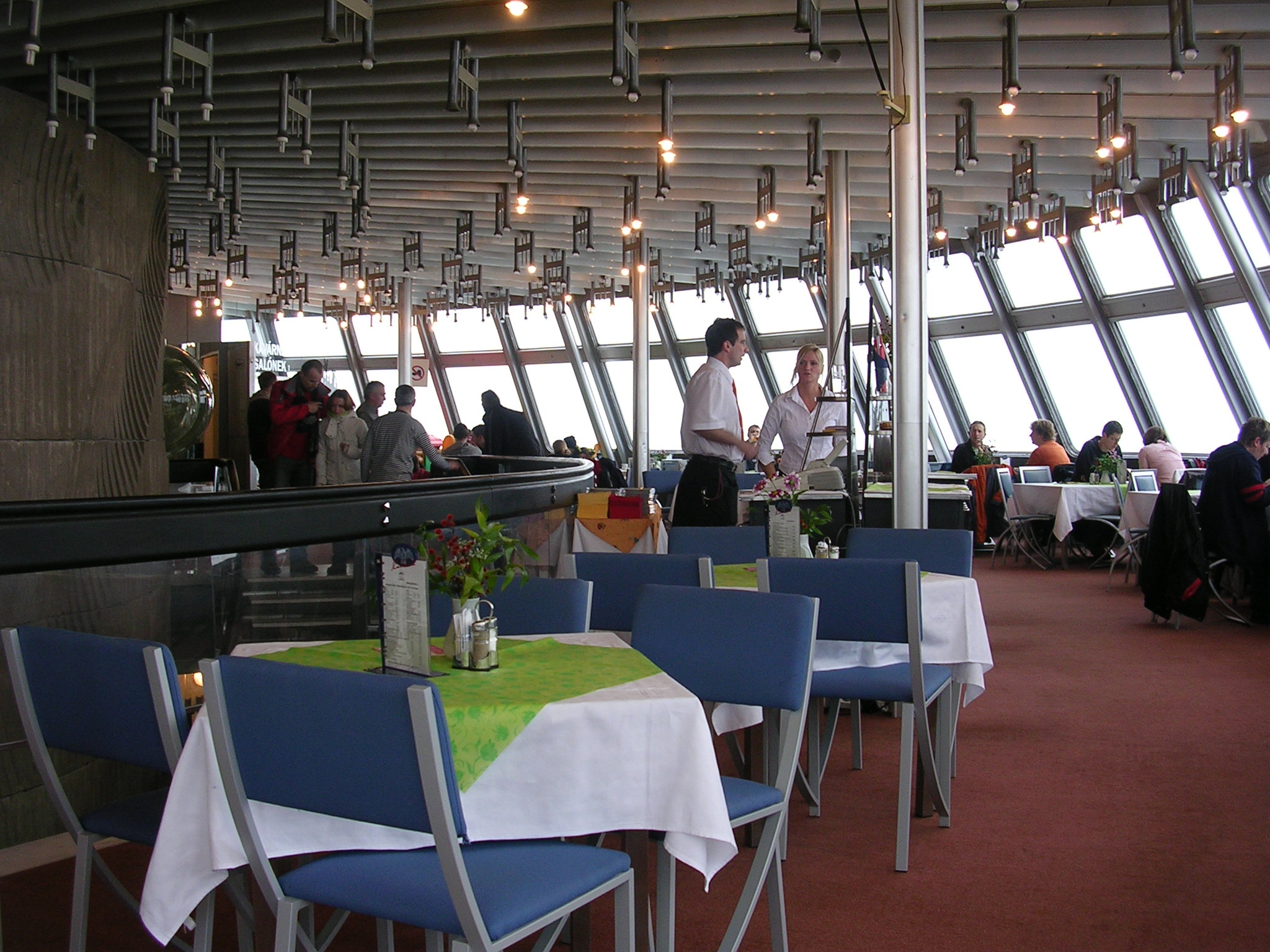
Interiér restaurace

Na základové desce, která je v suterénu budovy, jsou umístěny strojovny pro všechna energetická zařízení a dále skladiště. V části prvního podlaží jsou kanceláře a televizní přenosový sál, spojené s anténními systémy v devátém podlaží prostřednictvím výtahu a nouzového schodiště ve střední troubě. Zbylou přibližně polovinu prvního podlaží zabírá kuchyň hotelové restaurace. Ve druhém podlaží je umístěna vyhlídková terasa, která byla krátce po dokončení stavby vysílače dodatečně zasklena a umožňuje tak krytý přímý vstup do budovy z úrovně silnice. Ve druhém podlaží (v mezikruží mezi oběma nosnými sloupy) je bufet a dříve tu byla i jídelna personálu. Dále je v tomto podlaží vstupní hala s recepcí hotelu a schodiště, zavěšené na vnějším nosném válci, vede do třetího podlaží s restaurací, kavárnou, barem a reprezentačním salónkem.
Ve čtvrtém a pátém nadzemním patře jsou pokoje tříhvězdičkového hotelu. Ve spodním je prstencově okolo celého obvodu budovy umístěno 12 dvoulůžkových pokojů a jeden apartmán; všechny jsou přístupné z hotelové chodby, která se nachází mezi nosnými válci celé stavby. Do hotelové chodby vede z recepce točité mramorové schodiště. Páté podlaží původně sloužilo pro byty zaměstnanců hotelu či vysílače, avšak bylo změněno na hotelovou ubytovnu nabízející deset jednopokojových a dva třípokojové byty. Vnější nosný válec končí v úrovni stropu šestého nadzemního podlaží. Do osmého a devátého nadzemního podlaží umístil architekt nádrže s pitnou vodou a některé záložní bateriové zdroje energie. V desátém podlaží je strojovna výtahu.

### Exteriér stavby

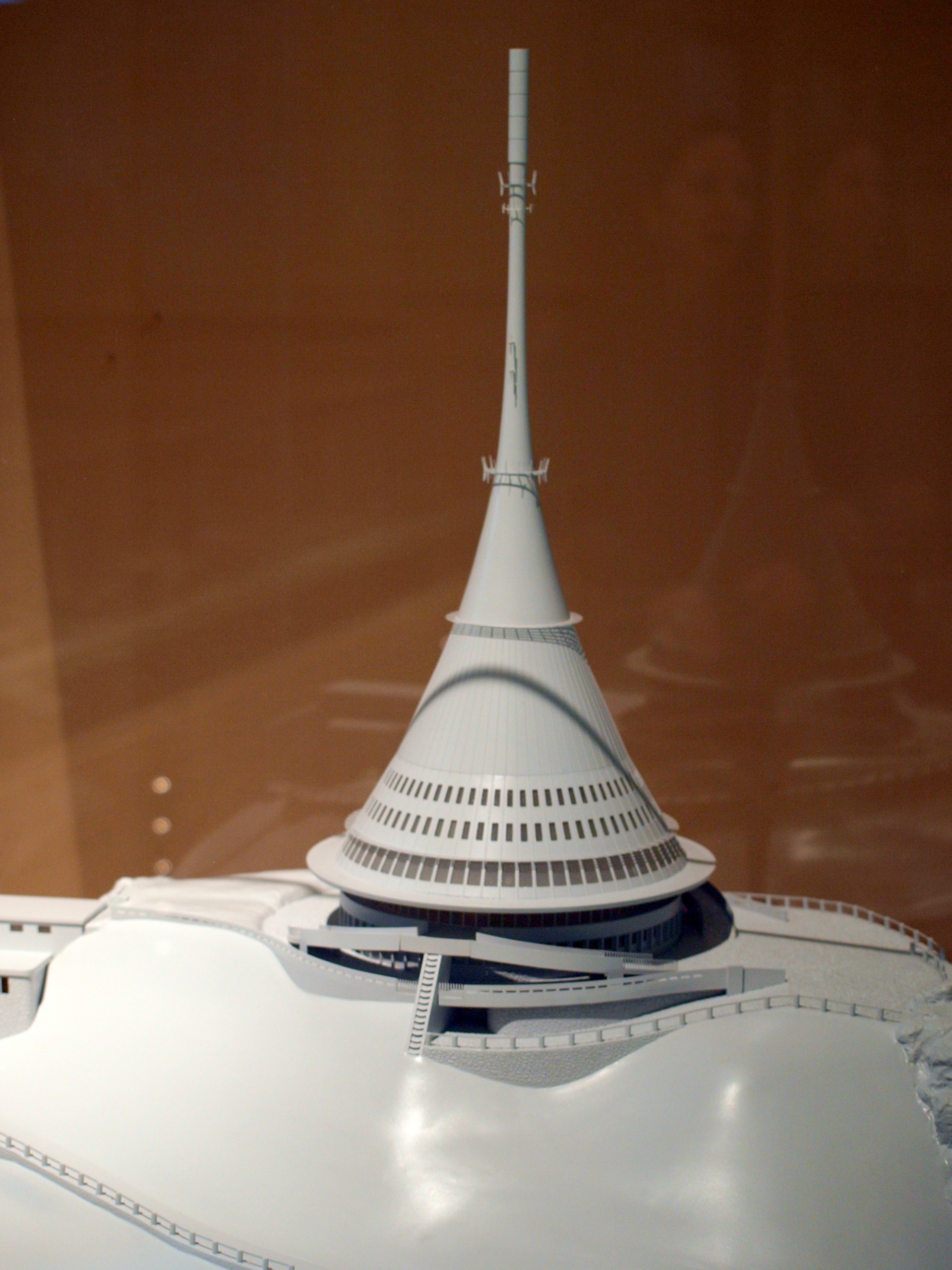
Model budovy v Národním technickém muzeu v Praze

Vnější plášť má v úrovni třetího až pátého podlaží (tedy v místech restaurace a hotelu) tvar kuželové rotační plochy a na každém podlaží je tvořen 64 kónicky umístěnými panely s povrchem z anodizovaného hliníkového plechu. V úrovni restaurace jsou tyto panely po celé šířce proskleny a doplněny nízkým parapetem, v úrovni ubytovacích pater jsou v panelech umístěna menší okna se zaoblenými rohy.
V sedmém a osmém podlaží jsou umístěny parabolické antény mikrovlnných vysílačů. Kryt budovy je v těchto místech tvořen plastovým pláštěm z trapezoidních laminátových panelů, které nejsou spojovány kovovými prvky, protože ty by bránily průchodu elektromagnetických vln. Na vrchní straně strojovny výtahu v desátém patře je upevněna svařovaná trouba z oceli, která tvoří 48 metrů vysoký anténní stožár. Její povrch je pokryt metalizovaným hliníkem a uvnitř trouby vede vzhůru točité schodiště. Na stožár je v jeho horní části připevněn další samonosný laminátový nástavec o délce 18 metrů, během rekonstrukce vysílače v roce 1997 prodloužený o další 3 metry. Jeho úkolem je zakrývat televizní vysílací antény. Zakončen je ocelovým víkem, na němž je pomocí tlumičů zavěšeno prstencové kyvadlo o hmotnosti 800 kg, jež svým protipohybem tlumí příčné kmitání věže.

### Vybavení interiéru

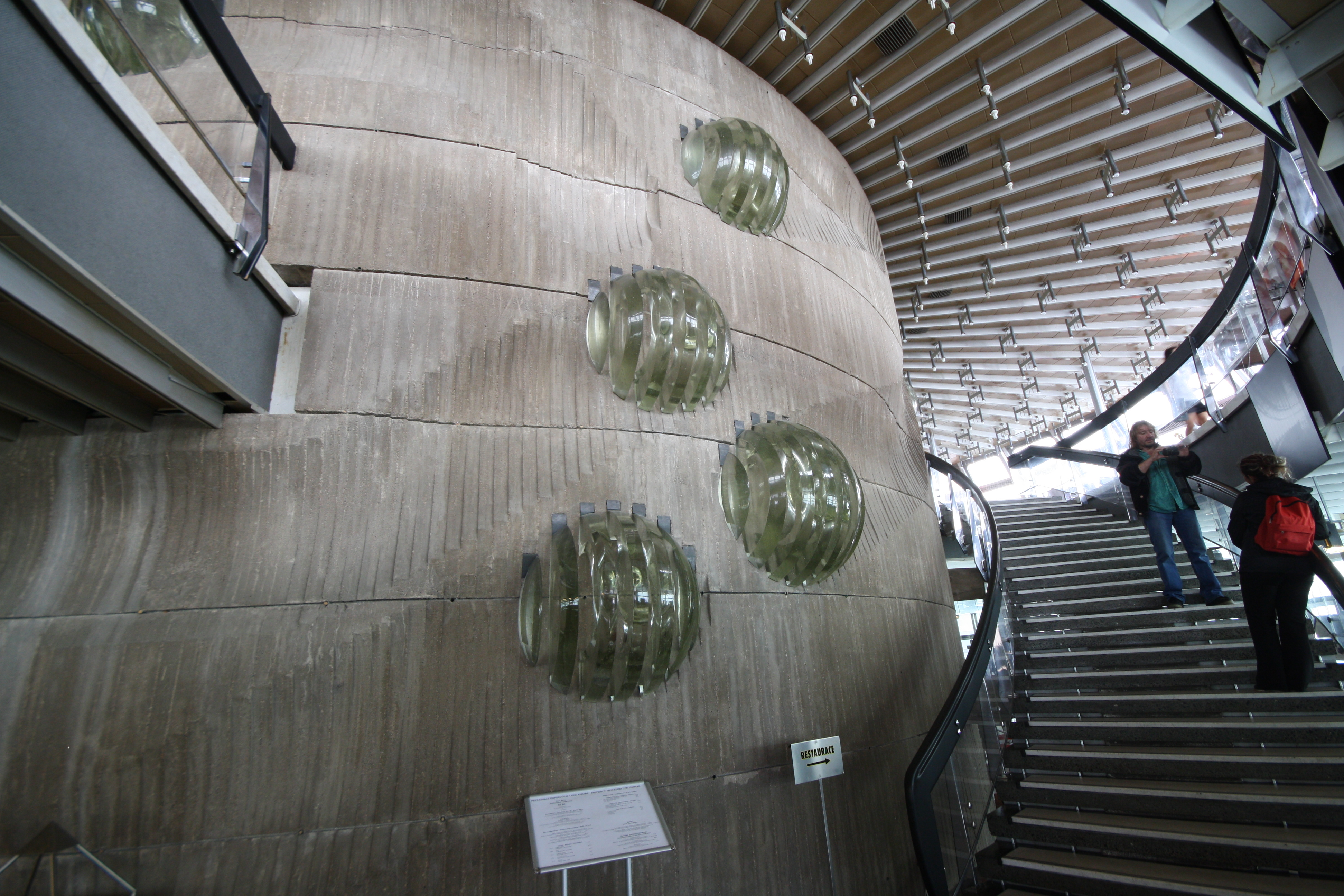
Skleněné emblémy, jimiž je ozdoben dřík sloupu hotelu („Spad meteoritů“)

Návrhy interiérů stavby, včetně jeho mobiliáře, pochází od architekta Otakara Binara. Nádobí a některé textilní doplňky se zhotovily podle návrhů Karla Wünsche. Na vybavení interiérů se podíleli také skláři Stanislav Libenský a jeho partnerka Jaroslava Brychtová. Ti původně plánovali vložit do veřejně přístupných částí stavby vysoké skleněné kyvadlo, složené ze dvou čoček, jež by znázorňovalo věčný pohyb. Místo toho ale zvolili jiné řešení, a sice umístění osmi skleněných emblémů zavrtaných do betonového dříku vysílače. Dřík a jeho úprava představují dle návrhu umělců vyrůstání věže ze skály. Autorem mříže umístěné v hotelové chodbě je Jaroslav Klápště. Je složena z kovových částí zemědělských vozů a nářadí. Stěny schodiště a hotelových chodeb jsou obloženy keramickými obklady, jejichž autorkou je Děvana Mírová. Vstupní dveře a stěny recepce hotelu pokrývají tepané plechy od Miloše Košky, tapiserii umístěnou na zdi salónku vytvořil Vladimír Křečan.

### Dostupnost objektu

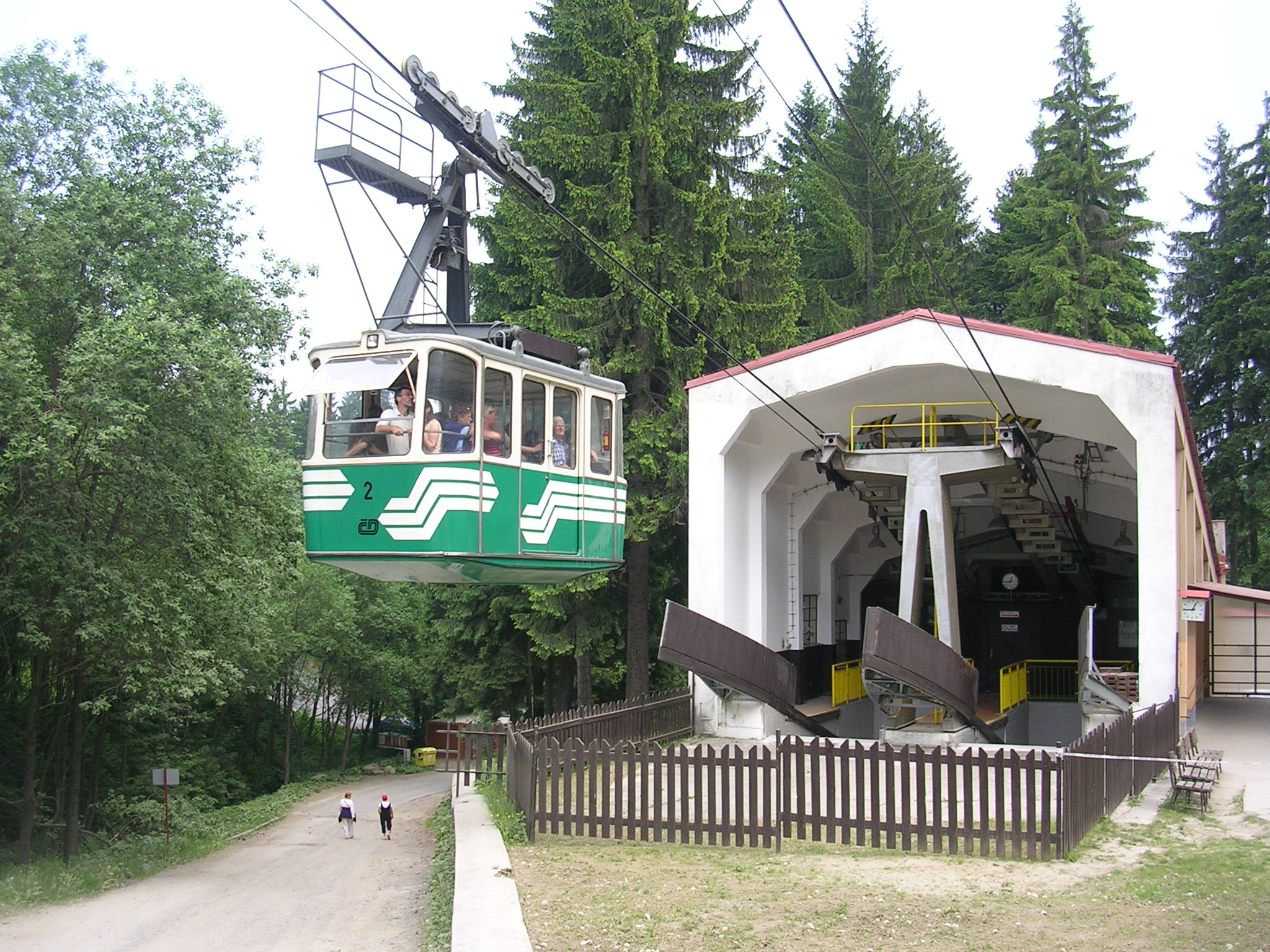
Kabinová lanovka na Ještěd

Ve vzdálenosti asi 100 metrů od stavby východním směrem se nachází horní stanice kabinové lanové dráhy z Horního Hanychova, což je část krajského města Liberec. Lanová dráha však není po pádu kabiny v říjnu 2021 v provozu. Po úbočí vrcholu vede silnice spojující Horní Hanychov na východě s Hořeními Pasekami (součástí Světlé pod Ještědem) či Křižany na západě. Na této silnici je v Tetřevím sedle parkoviště a odbočka přímo k hotelu. Na vrchol, kde je turistický rozcestník „Ještěd“, vede též červená turistická značka z rozcestníku turistických tras nazvaného „Ještěd – odbočka k vrcholu“. Na něm se schází souběžně vedené červená a modrá turistická značka přicházející sem od severu z rozcestníku „Nad Výpřeží“ a pokračující dále jižně k rozcestníku „Ještědka“ u stejnojmenné chaty. U televizního vysílače je též výchozí bod naučné stezky Terasy Ještědu. Vrchol Ještědu je také cílem cyklotrasy číslo 3007, která sem vede z Nové Huti a cestou prochází Cvikov, Stráž pod Ralskem, Osečnou či Křižany.

## Vysílač
Dne 1. července 1958 se začal z Ještědu šířit signál z provizorního vysílače, jenž patřil radioklubu, součásti libereckého Svazarmu. Antény vysílače byly připevněny k zábradlí kamenné věže. Na počátku roku 1959 převzala vysílač Správa dálkových spojů a k 1. květnu 1959 zahájila pravidelný provoz. Po třech letech provozu nahradilo dosud používaný amatérský vysílač zařízení TRSA 56 vyrobené v Sovětském svazu. Od 25. do 27. srpna 1968, tedy krátce po invazi vojsk Varšavské smlouvy do Československa, vysílalo z Ještědu Svobodné studio Sever. Poslední den jeho zdejšího vysílání v jeho programu promluvili také herec Jan Tříska a spisovatel Václav Havel, na což upomíná pamětní tabule umístěná v místech, kde provizorní vysílač stál.
Nově postavený vysílač vybavený zařízením Tesla III – Zona začal šířit televizní signál dne 1. května 1971. Během září 1973 začalo i vysílání druhého programu Československé televize z vysílače Tesla TV 5/1 s výkonem 5 kW.
V souvislosti s digitalizací televizního vysílání v České republice došlo v červnu roku 2009 za pomoci vrtulníku k výměně anténních systémů (za výrobek značky Rohde & Schwarz) v laminátovém nástavci v horních partiích vysílače. Přechod z analogového televizního vysílání na digitální (DVB-T) probíhal od července 2009 do června 2011, do té doby byly z vysílače analogově šířeny stanice ČT1, ČT2, TV Nova a TV Prima.
Z Ještědu byl v DVB-T od roku 2009 šířen multiplex 1, o rok později se přidal multiplex 2 a v roce 2011 multiplex 3. V průběhu roku 2020 byly postupně vypínány DVB-T multiplexy a nahrazovány DVB-T2, přičemž od roku 2017, resp. 2018 byly z Ještědu šířeny DVB-T2 přechodové sítě 12 a 11. Vypínání původních DVB-T multiplexů začalo v únoru 2020 multiplexem 1, kdy jej nahradil multiplex 21, a pokračovalo v červenci 2020 multiplexem 2, který byl nahrazen multiplexem 22. Přechod byl dokončen v noci z 19. do 20. srpna 2020 nahrazením multiplexu 3 DVB-T2 multiplexem 23.
Vysílač Ještěd tedy šíří televizní vysílání prostřednictvím DVB-T2 sítí multiplex 21 (K26), multiplex 22 (K28) a multiplex 23 (K31). Z rozhlasových stanic jsou šířeny stanice ČRo Radiožurnál (95,9), ČRo Dvojka (89,9), ČRo Vltava (103,9), Radio Proglas (97,9), Rádio Blaník (101,4) a Evropa 2 (88,1). Dále z Ještědu od 17. září 2020 vysílá multiplex digitálního rádia DAB+ multiplex ČRo DAB+ (K12C), ve kterém jsou šířeny stanice Českého rozhlasu.
Ještěd je vedle šíření rozhlasového a televizního vysílání také důležitým uzlovým bodem pro radioreléové a optické spoje. Jsou zde základnové stanice (BTS) mobilních operátorů T-Mobile, O2 a Vodafone.

## Symbolika
V roce 2008, při příležitosti 35. výročí jeho otevření, vyhlásila liberecká radnice veřejnou soutěž na vlajku Ještědu. V té době již měl Ještěd přes 20 let hymnu. Soutěž vyhrál vexilolog Josef Hubka (mj. redaktor zpravodaje Vexilologie). Vlajka je tvořena listem o poměru stran 2:3 se třemi vodorovnými pruhy (červeným, bílým a červeným) o poměru šířek 4:1:1. Z dolního okraje listu vyniká vydutý klín opačných barev s vrcholem v jedné šestině šířky listu. Vlajka poprvé zavlála v rámci Oslav Ještědu 11. července 2008. Vlajka je od roku 2019 zapsána v Národním registru vlajek a praporů.
Symbol Ještědu je zobrazen na vlajce a znaku Libereckého kraje.